# Мизюк, Андрей Иванович
Андрей Иванович Мизюк (1912 год, с. Колки, Луцкий уезд, Волынская губерния, Российская империя — ?) — советский партийный и государственный деятель, председатель Волынского облисполкома (1949—1952)

## Биография
Родился в семье крестьянина-бедняка. В годы Первой мировой войны был эвакуирован с семьей в Белгород, вернулся в родное село только в 1921 г. Работал в хозяйстве родителей, был подручным кузнецом у частного владельца.
С 1930 г. — секретарь ячейки Коммунистического союза молодежи Западной Украины (Польша), работал в «Сільробе», с января 1933 г. член Коммунистической партии Западной Украины, возглавлял Колкивскую организацию. Подвергался арестам: в 1932, 1934—1936 и 1938—1939 гг. находился в заключении в польских тюрьмах.
В сентябре 1939 г. был освобожден Красной Армией из Брестской тюрьмы, участвовал в организации уездного ревкома, был утвержден председателем Колковского временного волостного управления Луцкого воеводства. Избран депутатом Народного Собрания Западной Украины. С 1940 г. — заместитель председателя, затем председатель Колковской районной плановой комиссии Волынской области.
С началом Великой Отечественной войны в июне 1941 г. был эвакуирован в Южно-Казахстанскую область, где работал кузнецом в колхозе «Красная звезда» села Корниловка Тюлькубарського района.
В январе 1943 г. был призван в ряды Красной армии. Окончил Рязанское артиллерийское училище. Артиллерист, командир взвода управления 12-й батареи. Был дважды ранен.
Член ВКП(б) с 1945 г.
В конце войны был направлен на советскую работу в Волынскую область. В 1944—1946 гг. — заместитель председателя, председатель исполнительного комитета Колковской районного совета депутатов трудящихся Волынской области. С 1946 по 1948 г. проходил обучение в Партийной школе при ЦК КП(б) Украины. В 1952 г. проходил переподготовку на Курсах Высшей партийной школы при ЦК КПСС.
- 1948—1949 гг. — первый секретарь Турийского районного комитета КП(б) Украины (Волынская область),
- 1949—1952 гг. — председатель исполнительного комитета Волынского областного Совета,
- 1953—1954 гг. — заместитель председателя исполнительного комитета Измаильского областного Совета,
- 1954—1957 гг. — председатель исполнительного комитета Луцкого городского Совета,
- 1956—1960 гг. — председатель Волынской областной Совета профессиональных союзов,
- 1960—1971 гг. — заведующий отделом социального обеспечения Волынского областного Совета депутатов трудящихся.

Находясь на пенсии, возглавлял Волынский областной совет добровольного общества автомотолюбителей.

## Награды и звания
Награждён орденами Трудового Красного Знамени, Отечественной Войны I-й степени, Красной Звезды и «Знак Почёта».